# Lakewood (hrabstwo Oconto)
Lakewood – jednostka osadnicza w Stanach Zjednoczonych, w stanie Wisconsin, w hrabstwie Oconto.